# Râul Runcu, Neagra Șarului
Râul Runcu este un afluent al râului Neagra Șarului. 